# Gihon (Ryukyu)
Gihon (義本 1206 - ?) là lãnh chúa của Okinawa, đời thứ ba của dòng Tenson hay triều Shunten. Ông nối ngôi cha Shunbajunki ở tuổi 44 vào năm 1248.
Các sự kiện nổi bật dưới thời ông là các thảm họa khủng khiếp như nạn đói, dịch, và các cơn bão tàn phá. Khoảng năm 1254, ông chỉ định một quý tộc trẻ mang tên Eiso để nhiếp chính (Sessei), và để giúp đỡ khắc khục các thảm họa này. Khi Gihon thoái vị vào năm 1259 hoặc 1260 và "ở ẩn trong rừng", Eiso kế vị ông và bắt đầu một triều đại mới. Thời gian, địa điểm chính xác về cái chết của ông cũng không được xác định rõ, mặc dù chỉ biết rằng ông mất sau khi thoái vị một thời gian ngắn. Các câu chuyện truyền thuyết về ông còn được tìm thấy ở Hedo-misaki, vùng vực bắc của đảo Okinawa.